# Charles-Gaspard de la Rive
Charles-Gaspard de la Rive (Genf, 1770. március 14. – Genf, 1834. március 18.) svájci orvosdoktor, Auguste Arthur de la Rive fizikus édesapja.

## Élete
Előbb gyakorló orvos volt Londonban és Genfben, azután a kémia és fizika tanára az utóbbi városban. Élénken részt vett az elektromágnességre vonatkozó vizsgálatokban. Az ő szerkesztése a cink- és rézlemezkéből álló, parafán megerősített és savas vízen úszó kis Volta-elem, mely mágneses erő behatása következtében megfordul.

## Értekezései
- Études sur l'action des aimants sur les flotteurs électriques.
- Sur certains points de la théorie de Mr. Ampere sur l'électrodynamique.
- Sur des nouvelles expériences relatives aux actions des courants galvaniques.